# Le Hommet-d'Arthenay

Le Hommet-d'Arthenay este o comună în departamentul Manche, Franța. În 1 ianuarie 2018 avea o populație de 345 de locuitori.